# Club Deportivo Atlético Junior
El Club Deportivo Popular Junior F.C.S.A., també conegut com a Junior, és un club colombià de futbol de la ciutat de Barranquilla.

## Història
El club va ser fundat el 1924. Va guanyar el campionat nacional el 1977 i 1980. Va viure la seva època daurada a mitjans dels 90 conduït per Carlos "El Pibe" Valderrama, on guanyà dos campionats, el 1993 i el 1995. Va guanyar el campionat 2004-II, 2010-I, 2011-II, 2018-II i el darrer campionat l'assolí el 12 de juny de 2019 (2019-I). En l'àmbit internacional destacà la semifinal de l'any 1994 (Copa Libertadores). El 2018 va arribar a la final de la Copa Sudamericana.

## Palmarès
- Lliga colombiana de futbol (9): 1977, 1980, 1993, 1995, 2004-II, 2010-I, 2011-II, 2018-II, 2019-I
- Copa Colòmbia (2): 2015, 2017
- Superliga de Colombia (2): 2019, 2020
- Copa Sudamericana: Finalista 2018
- Copa Reebok (1) (torneig amistós internacional): 1997

## Jugadors destacats
- Martín Arzuaga
- Edgardo Bauza
- Garrincha
- Omar Sebastián Pérez
- Víctor Danilo Pacheco
- Carlos Valderrama
- Iván Valenciano
- Juan Ramón Verón
- José Daniel Ponce
- Carlos Ischia
- Alexis Mendoza
- Jorge Bolaño